# Terenzo Bozzone
Terenzo Bozzone (Zuid-Afrika, 1 maart 1985) is een Nieuw-Zeelandse triatleet en duatleet. Hij werd tweemaal wereldjeugdkampioen op beide disciplines. Als senior won hij het wereldkampioenschap op de Ironman 70.3 en nam deel aan vele andere grote internationale wedstrijden.

## Levensloop
Bozzone werd geboren in Zuid-Afrika, maar groeide op jonge leeftijd op in Nieuw-Zeeland. Hij was een getalenteerde sporter op school en won meerdere nationale titels op verschillende disciplines, waaronder veldlopen, fietsen, zwemmen en multisport. Nadat hij zijn school afgerond had, legde hij zich toe op multisportwedstrijden. In 2001 en 2002 won hij het WK duatlon voor junioren en in 2002 en 2003 werd hij wereldjeugdkampioen op de triatlon.
In 2008 won hij het wereldkampioenschap Ironman 70.3 in Clearwater, Florida. Hierbij verbeterde hij het parcoursrecord tot 3:40.10. Het jaar erop maakte hij bij de Ironman New Zealand zijn debuut op de hele afstand. Met een tijd van 8:25.37 finishte hij gelijk op een tweede plaats en kwalificeerde zich hiermee voor de Ironman Hawaï. Deze wedstrijd werd gewonnen door zijn landgenoot Cameron Brown. In Hawaï finishte hij als elfde in 8:34.45.
Bozzone wordt getraind door de Nieuw-Zeelander Jon Ackland en gemanaged door Murphy Reinschreiber. Hij heeft verschillende sponsors, zoals: Specialized bikes, Oakley en K-Swiss.

## Titels
- Wereldkampioen triatlon Ironman 70.3 - 2008
- Wereldjeugdkampioen duatlon - 2001, 2002
- Wereldjeugdkampioen triatlon - 2002, 2003

## Palmares

### triatlon
- 2002:  WK junioren in Cancún - 56.00
- 2003:  WK junioren in Queenstown - 1:01.35
- 2005: 27e WK olympische afstand in Gamagōri - 1:52.01
- 2006: 6e WK Ironman 70.3 in Clearwater - 3:53.03
- 2006: 41e WK olympische afstand in Lausanne - 1:57.57
- 2007: 9e WK Ironman 70.3 in Clearwater - 3:50.10
- 2007: 7e WK olympische afstand in Hamburg - 1:44.04
- 2007: 24e Hy-Vee Triathlon & ITU BG World Cup - 1:54.25
- 2008:  Ironman 70.3 Kansas - 3:56.06
- 2008:  Half Vineman Triathlon - 3:49.41
- 2008:  Ironman 70.3 Singapore - 3:55.55
- 2008:  WK Ironman 70.3 in Clearwater
- 2009:  Ironman New Zealand - 8:25.37
- 2009:  Ironman 70.3 Eagleman - 3:51.11
- 2009: 9e Ironman Germany - 8:29.40
- 2009:  Cobra Ironman 70.3 Philippines - 3:51.25
- 2009: 11e Ironman Hawaï - 8:34.45
- 2009: 31e WK Ironman 70.3 - 3:46.21